# Försvarsgren
Försvarsgren är en av tre eller fler indelningar som utgör ett lands försvarsmakt eller krigsmakt. Försvarsgrenarna indelas i sin tur i truppslag, vapenslag och flygslag.

## Finland
Försvarsmakten i Finland består av tre försvarsgrenar, armén, flygvapnet och marinen.

## Sverige
Försvarsmakten i Sverige består av tre försvarsgrenar, armén, marinen och flygvapnet. Från att tidigare ha varit underställd armén betraktas hemvärnet sedan 2020 som en egen försvarsgrensliknande stridskraft, men har inte benämningen försvarsgren.

## Tyskland
Försvarsmakten i Tyskland består av tre försvarsgrenar, armén, flygvapnet och marinen.

## USA
USA:s väpnade styrkor består av sex försvarsgrenar, armén (United States Army), marinkåren (United States Marine Corps), flottan (United States Navy), flygvapnet (United States Air Force), kustbevakningen (United States Coast Guard) samt sedan 2019 rymdstyrkan (United States Space Force). Armén, marinkåren, flottan och flygvapnet hör till USA:s försvarsdepartement (Department of Defense). Marinkåren och flottan hör till samma militärdepartement, marindepartementet (Department of the Navy), som i sig är en del av försvarsdepartementet. Kustbevakningen har hört till flera departement: finansdepartementet, transportdepartementet och sedan 2003 inrikessäkerhetsdepartementet.

## Ryssland
Den ryska försvarsmakten är idag uppdelad i sex olika försvarsgrenar:
- Ryska armén
- Ryska flottan
- Ryska flygvapnet
- Ryska luftburna stridskrafterna
- Ryska luftförsvars- och rymdstridskrafterna
- Ryska strategiska robotstridskrafterna